# Медаль «За службу в Кореї» (США)

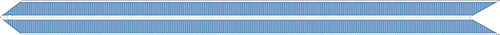
Почесна стрічка медалі за службу в Кореї на Бойовий Прапор формування

Меда́ль «За слу́жбу в Коре́ї» (США) (англ. Korean Service Medal) — військова нагорода США, заснована Президентом США Гаррі Труменом у листопаді 1950 року, для заохочення військовослужбовців усіх видів Збройних сил США, які брали участь у Корейській війні або проходили службу на території Корейського півострову під час конфлікту з 27 червня 1950 по 27 липня 1954 року.

## Нагородження
Нагородження медаллю «За службу в Кореї» військовослужбовців збройних сил США здійснювалося за офіціально затвердженим міністерством оборони переліком кампаній та битв, в яких брали участь американські війська, з вказівкою, які види билися у боях та нагородженням їх бойовими зірками до медалі.
- агресія Північної Кореї (Корпус морської піхоти та ВМС): з 27 червня до 2 листопада 1950 року
- оборонна операція сил ООН (армія та ВПС): з 27 червня до 15 вересня 1950 року
- висадка десанту в Інчхоні (Корпус морської піхоти та ВМС): з 13 вересня до 17 вересня 1950 року
- наступальна операція сил ООН (армія та ВПС): з 16 вересня до 2 листопада 1950 року
- інтервенція китайських військ (армія та ВПС): з 3 листопада 1950 року до 24 січня 1951 року
- агресія китайських військ (Корпус морської піхоти та ВМС): з 3 листопада 1950 року до 24 січня 1951 року
- 1-а контрнаступальна операція сил ООН (армія, ВПС, ВМС та Корпус морської піхоти): з 25 січня до 21 квітня 1951 року
- весняний наступ китайських військ (армія, ВПС, ВМС та Корпус морської піхоти): з 22 квітня до 8 липня 1951 року
- контрнаступальна операція військ ООН (армія, ВПС, ВМС та Корпус морської піхоти): з 9 липня до 27 листопада 1951 року
- бойові дії взимку 1951—1952 (армія, ВПС, ВМС та Корпус морської піхоти): з 28 листопада 1951 року до 30 квітня 1952 року
- оборона Кореї літо-осінь 1952 (армія, ВПС, ВМС та Корпус морської піхоти): з 1 травня до 30 листопада 1952 року
- бойові дії взимку 1952—1953 (армія, ВПС, ВМС та Корпус морської піхоти): з 1 грудня 1952 року до 30 квітня 1953 року
- бойові дії літом 1953 (армія, ВПС, ВМС та Корпус морської піхоти): з 1 травня до 27 липня 1953 року

Американські військовослужбовці, що безпосередньо брали участь у висадці морського десанту в Інчхоні та повітряного десанту на Сукчон та Мунсан-Ні, нагороджувалися наконечником стріли до медалі.
Хоча Указом Президента кінцевою датою нагородження визначений день підписання перемир'я у Корейській війні 27 липня 1953 року, медаль вручалася за активні дії аж до червня 1954 року через надзвичайно складну обстановку на лінії протистояння між північнокорейськими та південнокорейськими вояками, а також високим ризиком відновлення наступу військ КНДР. З літа 1954 року Медаль за службу в Кореї вже не вручалася, хоча американські військові, що перебували тут до 1960-х років отримували Експедиційну медаль. У 2002 році президент США Джордж Буш заснував нову нагороду — Медаль за захист Кореї, якою заохочувалися всі військовослужбовці збройних сил країни, що діяли на Корейському півострові у післявоєнний час.